# Ulvøya (Hadsel)

Ulvøya est une petite île de la commune de Hadsel , en mer de Norvège dans le comté de Nordland en Norvège.

## Description
L'île fait partie de l'archipel des Vesterålen. Elle est située dans le Raftsund à environ 4,5 km au nord de Digermulen, à l'extrême sud de la municipalité de Hadsel.
Ces dernières années, le nombre d'habitants d'Ulvøya est passé de 7 au tournant du millénaire à 3 résidents permanents par 2012.